# Gastrotheca excubitor
Gastrotheca excubitor (горная сумчатая квакша) — вид квакш семейства Hemiphractidae. Эндемик южного Перу, встречается на амазонских склонах и гребнях Восточной Кордильеры Анд в регионе Куско; сведения о наблюдениях в регионе Кахамарка, вероятно, ошибочны. Вероятно, представляет собой комплекс видов.

## Описание
Взрослые самцы имеют размер 21—40 мм, взрослые самки 33—41 мм от носа до ануса. Морда округлая. Барабанная перепонка вертикально-овоидная; надбарабанная складка слабо развита, зернистая. На пальцах передних лап нет перепонок, тогда как на пальцах задних лап есть перепонки у основания; диски почти круглые. Кожа на спине гладкая. Спина коричневая, серая или зеленая, с темно-коричневыми или зелеными отметинами, состоящими из широкой межглазничной перемычки, соединённой с парой широких продольных полос; последние у некоторых экземпляров частично или полностью слиты. Бока от бронзово-коричневого до голубовато-зеленого цвета с темно-коричневыми и/или кремовыми пятнами. Брюхо коричневое. Радужная оболочка медная с мелкими черными сетками. Горловой мешок у поющих самцов темно-серый.

## Размножение и развитие
Оогенез мононуклеарный, икринки диаметром примерно 6 мм. У самок на спине есть единственная расположенная посередине выводковая сумка, полностью закрывающаяся при вынашивании; в ней икринки остаются, пока из них не вылупляются лягушата (прямое развитие). Средняя плодовитость около 20 яиц. В экспериментах учёные кормили лягушек, вынашивающих потомство в сумке, насекомыми с радиоактивными изотопами, которые потом обнаружились в эмбрионах; таким образом было доказано, что у этого вида земноводных питательные вещества от матери передаются находящемуся в сумке потомству.

## Среда обитания и сохранение
Gastrotheca excubitor — наземные квакши, населяющие влажные пуны со мхами и травяными кочками выше линии деревьев (3080—4080 м над уровнем моря). Их также можно найти на территориях низкоинтенсивного земледелия. Днём они обычно сидят под камнями или бродят среди глубоких мхов. Самцы поют ночью.
Виду угрожает потеря среды обитания, вызванная сельским хозяйством, выжиганием лугов и развитием туристической инфраструктуры. У этого вида обнаружен грибок Batrachochytrium dendrobatidis, но к нему есть устойчивость, по-видимому, благодаря обитающим на коже бактериям. G. excubitor обнаружены на нескольких охраняемых территориях, включая национальный парк Ману и исторический заповедник Мачу-Пикчу.